# Грузевич-Нечай Олександр Миколайович
Олекса́ндр Микола́йович Грузе́вич-Неча́й (нар. 23 травня 1873,  Янопіль, Чигиринський повіт, Київська губернія — пом. ?) — військовик, поручик.

## Життєпис

### Родина
Народився в православній дворянській сім'ї майора роду Нечаїв.
Батько — Грузевич-Нечай Микола Іванович, з 30 листопада 1859 року власник села Рубаний Міст.
Мати — Надія Семенівна.
Брат — Володимир.
Брат — Олексій.
Сестра — Юлія.
Сестра — Валентина.
Сестра — Єлизавета.

### Освіта
Навчатися почав у чоловічій прогімназії у місті Златопіль з 1883 року, яку після її перетворення у гімназію успішно закінчив (випуск 1891 року).

### Військова діяльність
24 січня 1912 року, прапорщик запасу легкої артилерії, перебуваючи на обліку по Чигиринському повіту Київської губернії, звільняється зі служби із зарахуванням до артилерійського ополчення.
З вибухом Першої світової війни у чині прапорщика 24-ї легкої батареї Державного ополчення неодноразово відзначається у битвах, за що отримує державні нагороди.
2 березня 1916 року прапорщик 24-ї легкої батареї Державного ополчення стає підпоручиком з вислугою з 19 липня 1915 року.
19 листопада 1916 року підпоручик 24-ї легкої батареї Державного ополчення стає поручиком з вислугою з 19 квітня 1916 року.

## Нагороди
- Орден Святого Станіслава 3 ступеня з мечами та бантом (10 квітня 1915 року)[8];
- Орден Святого Станіслава 2 ступеня (10 грудня 1915 року)[9];
- Орден Святої Анни 2 ступеня з мечами (15 грудня 1915 року затверджене нагородження Головнокомандувачем арміями Південно-Західного фронту)[10].

## Зазначення
1. ↑  Державний архів Кіровоградської області. Загальний список осіб, які бажають скласти іспит зрілості в Златопільській гімназії в 1890/1891 навчальному році. Ф. 499 опис 1 справа 462 С. 6. [Архівовано 30 листопада 2016 у Wayback Machine.](рос. дореф.)
2. 1 2 3 4 5 6 7  Список дворян Киевской губернии, на 11 октября 1905 года. С. 60 [Архівовано 11 січня 2015 у Wayback Machine.](рос. дореф.)
3. ↑  Похилевич Л. І. Сказання про населені місцевості Київської губернії. — С. 717 [Архівовано 5 березня 2016 у Wayback Machine.](рос. дореф.)
4. ↑  Державний архів Кіровоградської області. Протокол іспитів зрілості для учнів і сторонніх осіб в 1891 році. Ф. 499 опис 1 справа 462 С. 68 [Архівовано 30 листопада 2016 у Wayback Machine.](рос. дореф.)
5. ↑  Высочайшие приказы о чинах военных. 1912 г., январь — март. Санкт-Петербург. 1912. С. 107 [Архівовано 24 березня 2017 у Wayback Machine.](рос. дореф.)
6. ↑  Высочайшие приказы о чинах военных. 1916 г., 1 марта — 31 марта. Санкт-Петербург. 1916. С. 58 [Архівовано 14 березня 2017 у Wayback Machine.](рос. дореф.)
7. ↑  Высочайшие приказы о чинах военных. 1916 г., 16 ноября — 30 ноября. Санкт-Петербург. 1916. С. 178 [Архівовано 1 червня 2017 у Wayback Machine.](рос. дореф.)
8. ↑  Высочайшие приказы о чинах военных. 1915 г., 1-30 апреля. Санкт-Петербург. 1915. С. 225 [Архівовано 15 березня 2017 у Wayback Machine.](рос. дореф.)
9. ↑  Высочайшие приказы о чинах военных. 1915 г., 1-31 декабря. Санкт-Петербург. 1915. С. 365 [Архівовано 11 березня 2017 у Wayback Machine.](рос. дореф.)
10. ↑  Высочайшие приказы о чинах военных. 1915 г., 1-31 декабря. Санкт-Петербург. 1915. С. 482 [Архівовано 11 березня 2017 у Wayback Machine.](рос. дореф.)